# M2 Bradley
Pour les articles homonymes, voir Bradley.
Cet article concerne le véhicule de combat d’infanterie. Pour le véhicule de reconnaissance, voir M3 Bradley. Pour un article plus général sur la famille de véhicule Bradley, voir Bradley Fighting Vehicle. Pour les autres homonymes, voir M2.
Le M2 Bradley, aussi appelé M2 IFV (Infantry Fighting Vehicle) est un véhicule de combat d'infanterie américain produit par BAE Systems Land and Armaments, anciennement United Defense qui a absorbé la branche militaire de FMC Corporation. Il s'agit d'un des deux principaux modèles de la gamme des Bradley Fighting Vehicles. Ces deux blindés sont nommés en l'honneur du général Omar Bradley.

## Histoire

### Développement initial

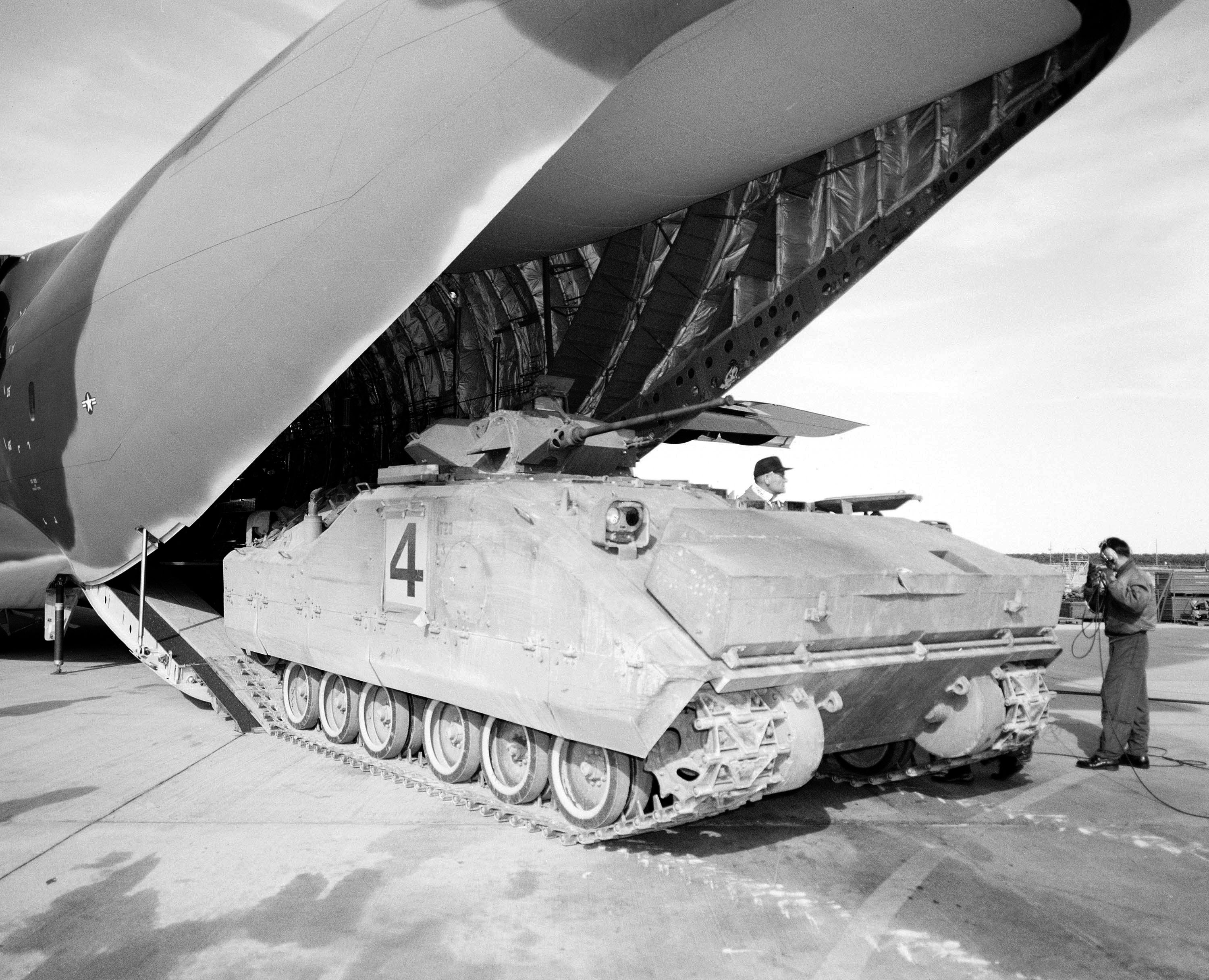
Un XM723 descend d'un MD YC-15 au cours de tests en 1977.

Dès le début des années 1960, l’armée des États-Unis chercha à se doter d’un blindé d’un nouveau type : le Véhicule de combat d'infanterie, ou VCI. Alors que les véhicules blindés de transport de troupes utilisés jusque là, comme le M113, n’ont normalement pour rôle que d’amener l’infanterie jusqu’au champ de bataille, le VCI doit accompagner celle-ci au combat et lui permettre de combattre sous blindage en cas de besoin. Ce programme, lancé en 1963, est nommé MICV-70 et formait alors une paire avec le projet MBT-70 devant doter les armées américaine et ouest-allemande d’un char de combat principal commun.
Un premier prototype, le XM701, est livré en juin 1965 par la Pacific Car and Foundry Company, mais le projet est abandonné en 1966 faute de budget. Il est réactivé en 1968, cette fois avec la FMC Corporation, qui développe un autre véhicule, nommé XM765. Celui-ci ne satisfaisant pas entièrement l’armée, le projet traîne alors en longueur, mais, après avoir envisagé l’achat du Marder ouest-allemand, FMC est relancé en novembre 1972 pour créer un troisième modèle, le XM723, dont le premier prototype est produit en 1974,.
L’orientation des spécifications techniques change cependant en 1975. Du fait de l’abandon du projet ARSV, dont le but était de fournir à la cavalerie un nouveau véhicule de reconnaissance, le MICV est appelé à pouvoir également remplir ce rôle. Le XM723 étant inadapté à cette mission, qui exige notamment une tourelle suffisamment vaste pour deux membres d’équipage et une capacité antichar, le concept doit une nouvelle fois être repris. À la fin de l’année 1976, FMC dessine alors un nouveau modèle sur la base du XM723, mais avec une nouvelle tourelle : le MICV TBAT-II, qui est décliné en deux versions : une pour l’infanterie mécanisée et une de reconnaissance. En mai 1977, la première est rebaptisée XM2 et la seconde XM3, l’ensemble de la plateforme prenant le nom de Fighting Vehicle System (FVS). Huit prototypes sont évalués entre décembre 1978 et mars 1979, puis l’autorisation de production des deux versions est donnée en janvier 1980, celle pour l’infanterie mécanisée prenant son nom définitif de M2 Bradley, en hommage au général Omar Bradley.

### Production et modernisations
Dès la mise en production, des études ont été lancées pour améliorer certains aspects du M2. Le résultat de ces études est synthétisé à Aberdeen en 1984 dans une série de prototypes baptisée M2E1. Outre des changements mineurs, comme l’optimisation du circuit électrique afin de réduire le nombre de composants différents ou l’élargissement du panier de tourelle. Le M2E1 diffère du véhicule d’origine sur trois points : l’introduction d’un système de filtrage de l’air, ou GPFU, pour protéger l’équipage de conduite contre les armes NBC, le remplacement du TOW par le TOW-2 et la modification de l’aménagement intérieur afin de pouvoir embarquer un septième soldat dans le compartiment arrière. Ces changements sont incorporés progressivement sur la chaîne de montage entre mai 1986 et 1987, les anciens véhicules étant également mis à jour par la suite. Ceux disposant à la fois du GPFU et du TOW-2 prennent alors la désignation de M2A1.
Parallèlement aux travaux sur la version A1, l’apparition du BMP-2 conduit à lancer en 1984 un programme dit High Survivability Version (HSV), dont le but est d’augmenter la survie du véhicule et de son équipage. Ce programme, qui aboutit en mai 1988 à la version A2, contient des modifications importantes du blindage, qui se voit augmenté par des plaques d’acier boulonnées à la coque, un revêtement intérieur en kevlar et la possibilité d’installer des briques de blindage réactif. Il apparut toutefois, après que quelques centaines d’exemplaires ont été produites, que la mobilité des M2A2 était fortement affectée par la forte augmentation de la masse du véhicule causée par ces ajouts, ce qui conduisit à l’introduction d’une nouvelle motorisation en mai 1989. Les M2A1 furent de leur côté progressivement modernisés à partir de 1990 vers la version A2, mais les M2A0 restèrent en l’état en raison du coût trop élevé de cette modernisation.
La chaîne de montage de FMC a fermé ses portes en 1994, après avoir produit 4 641 M2, toutes versions confondues. À cette date, la division défense de l’entreprise a fusionné avec celle de Harsco Corporation pour devenir United Defense Limited Partnership, qui a pris alors en charge le développement des mises à niveau du véhicule. La majorité des A0 et A1 ont été reconstruits au standard A2 et A2 (ODS) dans les années 1990, tandis que l’objectif de conversion de M2A2 en M2A3 était de 1 602 exemplaires en 1996.
Le remplacement du Bradley est annoncé depuis 2000, mais connaît de nombreuses difficultés. Après l’annulation d’un premier programme en 2009, un second, moins ambitieux, est lancé en février 2010. Le programme GCV, pour Ground Combat Vehicle, vise à la production d’un véhicule de combat d’infanterie pouvant emporter neuf soldats en plus de ses trois membres d’équipage, tout en étant mieux protégés, en particulier contre les mines et les engins explosifs improvisés. À cause d’importantes dérives budgétaires et de problèmes de développement, ce programme est annulé à son tour en 2014. Une simple mise à jour du M2 ou l’achat de véhicules à l’étranger étant envisagés en remplacement.

### Histoire opérationnelle
19 bataillons (dont 2 bataillons de la Garde Nationale des États-Unis) ont été réarmés avec le M2 Bradley au 31 décembre 1986.

#### Guerre du Golfe
Le premier conflit auquel participa le M2 est la guerre du Golfe, avec environ 2 200 exemplaires déployés - 1 730 en unités et 470 en réserve -, dont environ la moitié de A2 et un tiers de A1. Afin de permettre à un maximum d’unités de bénéficier des versions les plus récentes, des M2A2 furent prélevées sur les réserves POMCUS (en) en Allemagne de l'Ouest ou envoyées directement depuis la chaîne d’assemblage de FMC, ce qui permit de laisser la majeure partie des A0 en arrière. Toutefois, finalement, seules la 1st Cavalry Division et la 1st Armored Division purent être dotées d’une majorité de M2A2, bien que les 2e régiment et 3e régiment de cavalerie blindé purent également troquer au dernier moment une partie de leur M3A1 contre des M2A2.
Au combat, le M2 fut remarqué pour sa vitesse, qui lui permit, à l’inverse des M113, de suivre le rythme des chars M1, ainsi que pour la qualité de son viseur thermique et sa fiabilité. Le canon se révéla également être particulièrement efficace, les obus perforants M919 à l’uranium appauvri parvenant même à détruire des chars T-55 et Type 59 depuis les côtés ou l’arrière.
Les Bradley détruisirent avec ce canon et les missiles TOW utilisés contre des chars à des distances allant de 800 à 3 700 mètres, plus de véhicules blindés irakiens que les chars M1 selon un rapport de 1992.
Vingt Bradley furent détruits et huit autres endommagés durant les quatre jours d'offensive terrestre de l'opération Tempête du désert, dont 17 détruits et trois endommagés par le feu ami. Les rapports indiquent une bonne capacité de survie de l'équipage et des troupes embarqués.

#### Guerre d'Irak

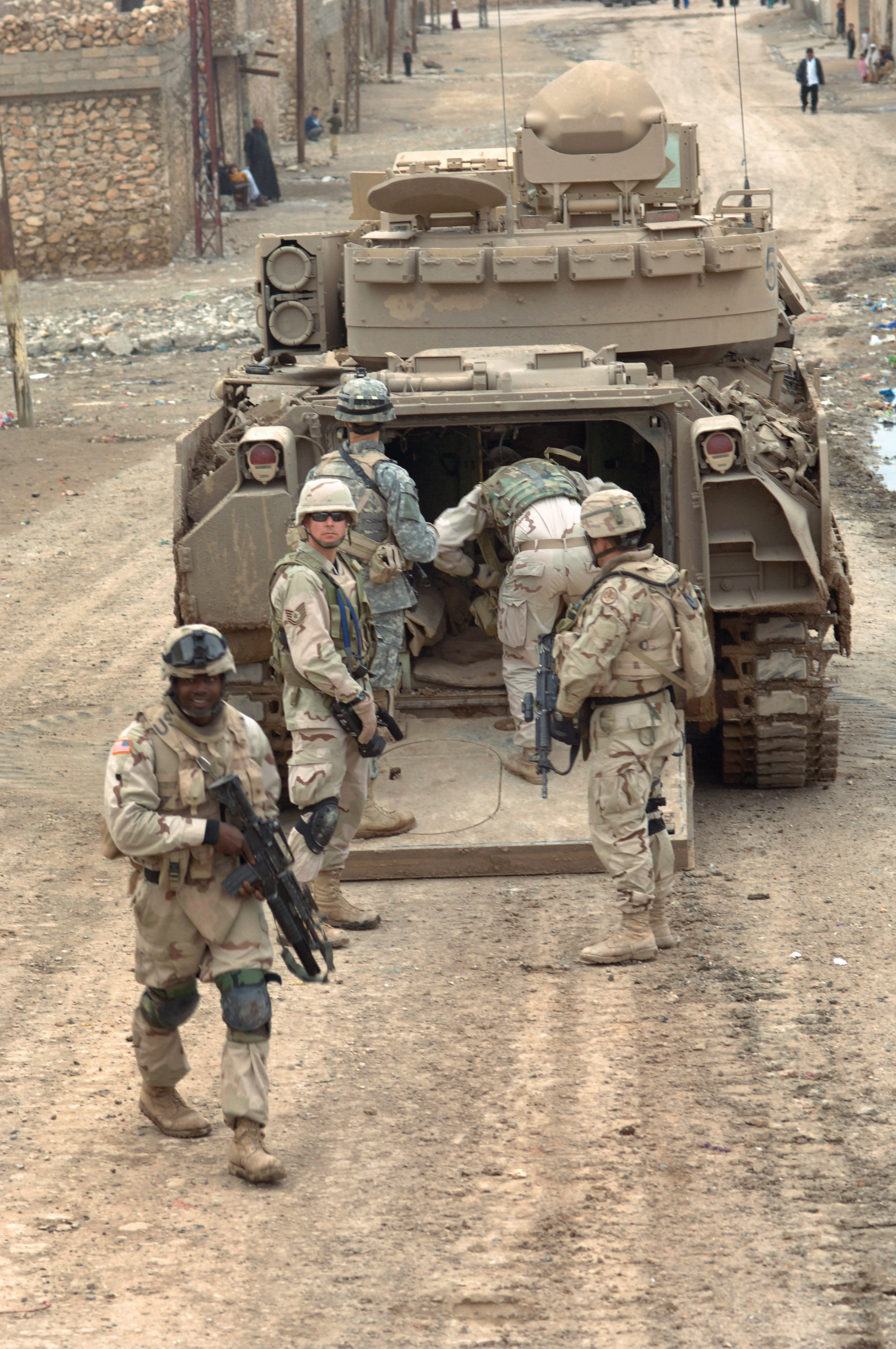
Un M2 Bradley du Armored Cavalry Regiment durant la guerre d'Irak en 2006.

Durant la guerre d'Irak commencée en 2003, il se montra plus vulnérable dans un contexte de guerre asymétrique face aux engins explosifs improvisés et les tirs de RPG-7 et assimilés. Rien qu'en 2006, 55 Bradley ont été détruits et 700 autres endommagés, et à la fin de la présence militaire américaine en 2011, environ 150 Bradley ont été détruits.

#### Invasion de l'Ukraine par la Russie
Lors de l'invasion de l'Ukraine par la Russie depuis 2022, Le M2 Bradley a été fourni à l'Ukraine par les États-Unis à partir de janvier 2023. Pour l'analyste Tom Cooper ils « se sont révélés efficaces pour fournir de l'appui-feu à l'infanterie ». Les 100 premiers Bradley équipent les trois bataillons mécanisés de la 47e brigade, les lots suivants remplacent les pertes et sont fournis aux 82e et 95e brigade d'assaut aérien, la 100e brigade mécanisée, les 33e et 425e régiment d'assaut « Skala ».
Selon les chiffres de Oryxspioenkop au 1er mars 2025, l'Ukraine a reçu plus 300 Bradleys, 72 unités ont été détruits et 8 capturés.

## Caractéristiques

### Mobilité

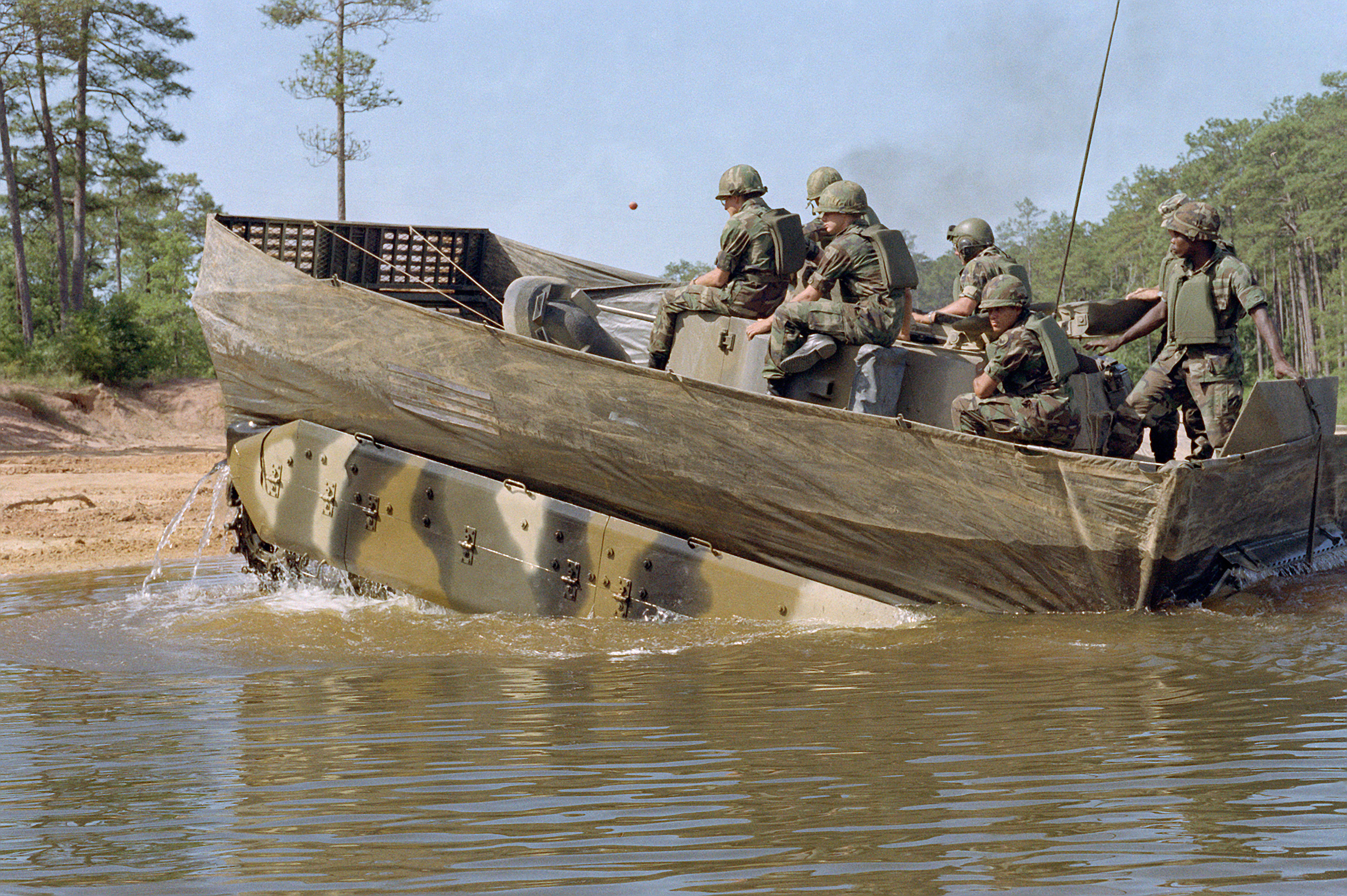
Un M2A1 traverse un plan d’eau en mode amphibie en 1983.

Le moteur, placé à l’avant et légèrement décentré sur la droite du véhicule, était à l’origine un moteur Diesel Cummins VTA-903 développant 500 chevaux à un régime de 2 600 tr/min, couplé à une transmission hydromécanique General Electric HMPT-500. Cet ensemble permettait aux versions A0 et A1 d’atteindre une vitesse maximale de 66 km/h sur routes, pour une autonomie de 483 km.
L’augmentation du blindage de la version A2 conduisit toutefois à une forte augmentation de la masse du véhicule, qui perdit en mobilité. Un nouveau moteur fut donc introduit peu de temps après, en mai 1989. Celui-ci, le Cummins VTA-903T, est similaire au précédent, mais se voit ajouter un turbocompresseur permettant d’augmenter sa puissance à 600 chevaux. La transmission a également été remplacée par un modèle amélioré, la HMPT-500-3, également conçue par General Electric,. L’ensemble permet au M2A2 de se déplacer à une vitesse maximale recommandée sur route de 56,3 km/h, bien que certains conducteurs prétendent avoir atteint des vitesses nettement plus élevées. Avec un plein complet de 662,4 l de carburant, l’autonomie est d’environ 400 km,.
Le M2 dispose de bonnes capacités de franchissement, étant capable dans sa version A3 de grimper des pentes jusqu’à 40 %, d’escalader des murets de moins de 76 cm de haut et de traverser des tranchées jusqu’à 2,13 m de largeur, tandis que sa garde au sol lui permet de passer par-dessus des obstacles de 45,7 cm.
Le véhicule est partiellement amphibie et peut traverser une étendue d’eau après avoir été préparé à cette fin par la mise en place d’un brise-flots et d’un écran étanche permettant de relever la ligne de flottaison. Les versions A0 et A1 se déplacent dans l’eau avec leurs chenilles, à une vitesse maximale de 7,2 km/h,. Celle-ci a été revue à la baisse à 6,4 km/h à partir de la version A2. Le système de flottaison présente cependant certaines faiblesses : l’écran étanche peut en particulier se détacher si le véhicule entre trop vite dans l’eau ou évolue à contre-courant, le conduisant à couler ; cette faiblesse a causé de nombreux accidents dans les premières années d’exploitation du Bradley.
En matière d'aide au guidage, le GPS a fait son apparition sur le M2A2ODS. Sur la version A3, il est intégré au sein du système PLGR, pour Precision Lightweight Global positioning system Receiver/Digital Compass System. Le PLGR permet au chef d’engin de localiser en temps réel sur une carte son véhicule, ainsi que ceux de son peloton, avec toutes les données utiles à la navigation. Il permet également de programmer un itinéraire. Le cap à suivre de point en point étant ensuite directement indiqué au conducteur

### Armement et équipement

#### Armement principal
Le M2 est armé d’un canon automatique de type Chain gun de 25 mm, le M242 Bushmaster, disposant de trois modes de tir : semi-automatique, automatique lent à cent coups par minute et automatique rapide à deux cents coups par minute. L’alimentation en munitions se fait par deux bandes distinctes, permettant au tireur d’alterner instantanément entre deux types d’obus, généralement des obus explosifs M792 d’un côté avec des obus perforants M791 ou M919 de l’autre. Le pointage en site est de -9° à +59° tandis que la tourelle pivote en gisement à une vitesse de 60° par seconde.

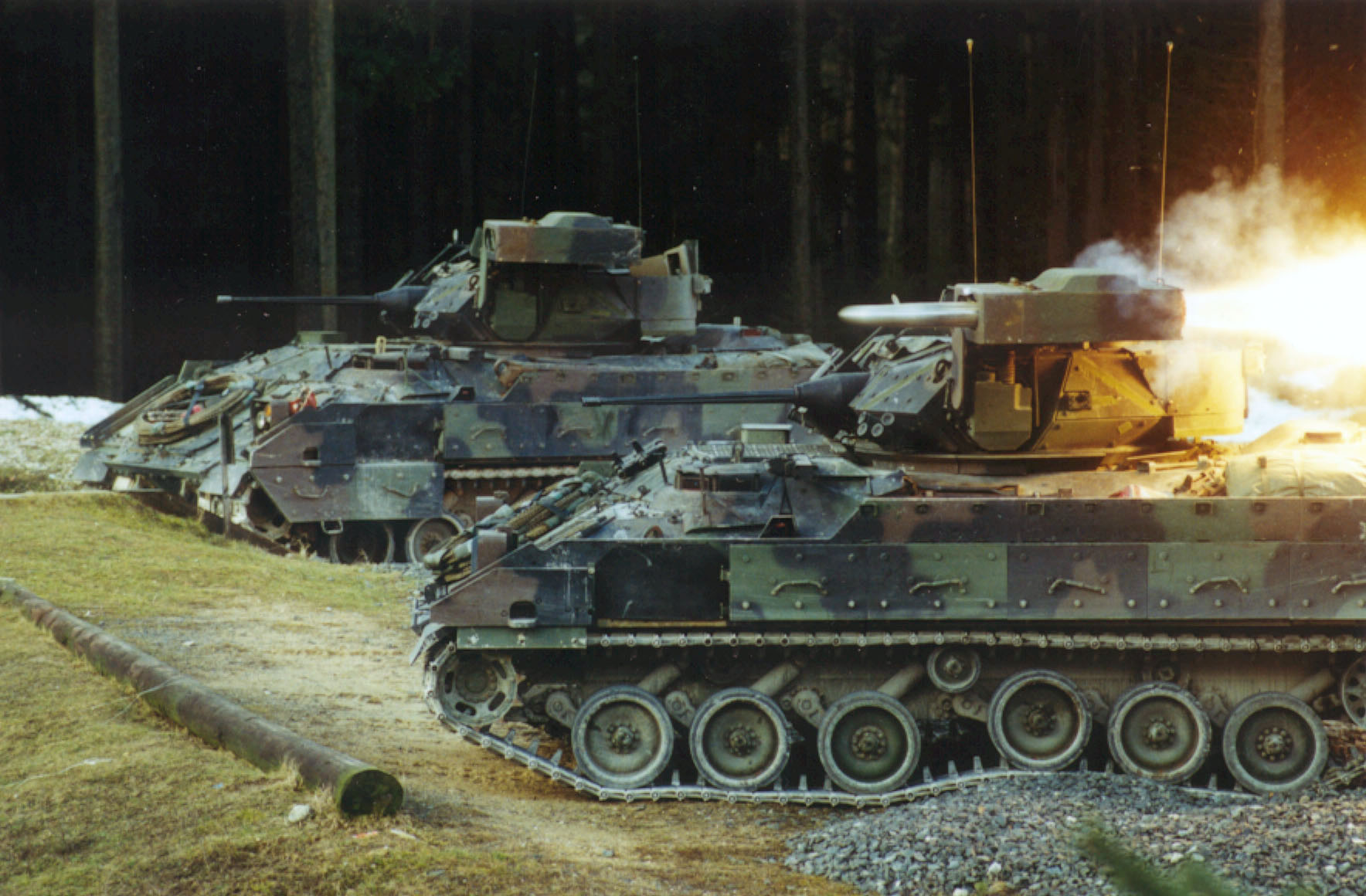
Un Bradley tirant un missile TOW (en 1995).

En plus de son canon, le M2 est équipé d’un lance-missiles antichar TOW, afin d’être en mesure de se défendre contre les blindés lourds. Ce lanceur bitube, installé dans une boîte blindée sur le côté gauche de la tourelle, dispose de son propre mécanisme d’élévation, permettant un pointage indépendant du canon dans une plage comprise entre -19° et +29°. En temps normal, le lanceur est replié contre le flanc de la tourelle et n’est déployé qu’au moment de tirer, ce qui ne peut être réalisé qu’à l’arrêt.
En plus des deux missiles présents dans le lanceur, le M2 peut emporter jusqu’à cinq missiles supplémentaires dans le compartiment arrière. Il ne s’agit toutefois pas d’une dotation standard, les emplacements pouvant également être utilisés pour stocker des missiles Dragon ou Javelin pour l’infanterie embarquée. Le rechargement du lanceur s’effectue par la trappe de toit du compartiment arrière : celle-ci est entrouverte de manière à pouvoir insérer les tubes dans le lanceur depuis l’intérieur du véhicule, offrant ainsi une protection relative au soldat chargé de cette opération.

#### Armement secondaire
Une mitrailleuse coaxiale M240C de 7,62 mm est montée à droite du canon de 25 mm. Celle-ci dispose de 800 cartouches prêtes au tir, tandis que 2 200 cartouches supplémentaires sont embarquées en réserve sur le M2A3, ou 1 400 sur les versions antérieures.

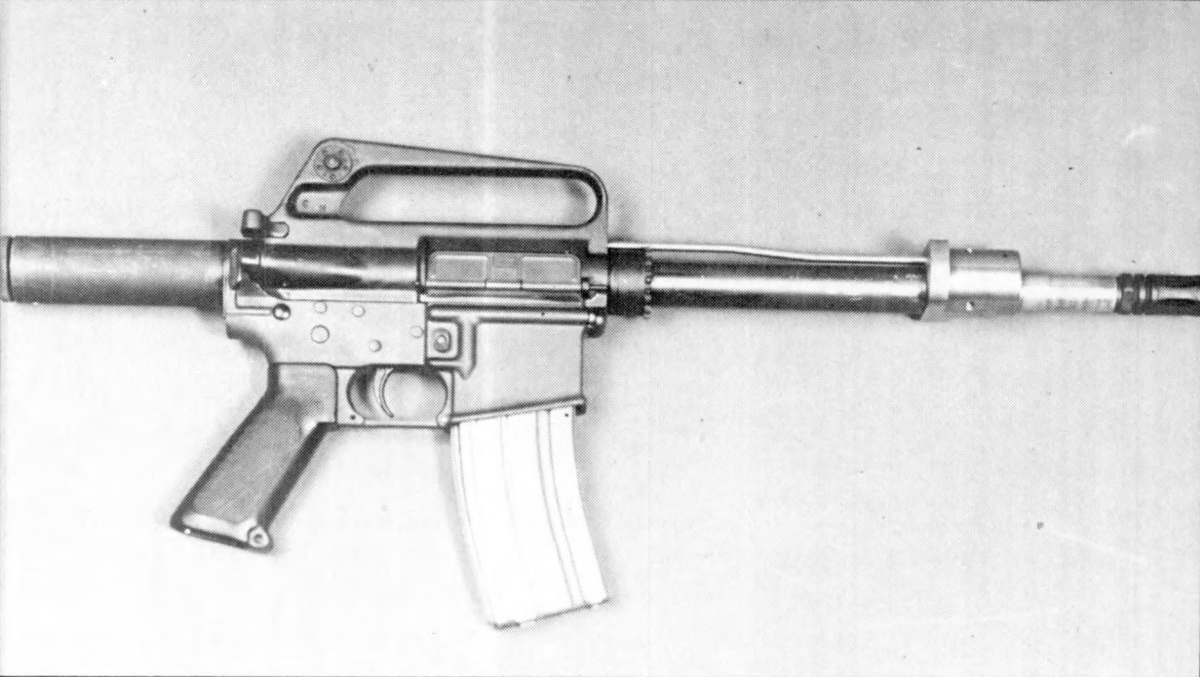
Prototype du M231.

Le compartiment arrière des versions A0 et A1 du M2 compte six sabords, deux de chaque côté et deux sur la rampe arrière, permettant à l’infanterie embarquée de combattre sous blindage. Étant donné le peu d’espace disponible, la manipulation du M16 de l’infanterie dans le véhicule est toutefois difficile et une arme spéciale, le M231 Firing Port Weapon (FPW), a donc été conçue pour s’adapter sur ces sabords, permettant également d’assurer une meilleure étanchéité dans le cas où le champ de bataille serait contaminé par des armes chimiques ou nucléaires. Chaque M2 emporte donc un M231 par sabord ; les fantassins les utilisent lorsqu’ils sont embarqués, mais conservent par ailleurs leur armement standard pour combattre en dehors du véhicule.
Le M231 FPW est une version dérivée du M16A1, dotée d’une crosse raccourcie et d’un adaptateur spécial lui permettant d’être vissée sur le sabord. L’arme, qui utilise des munitions traçantes de 5,56 mm, ne peut tirer qu’en automatique. Elle n’est par ailleurs équipée d’aucun système de visée : le pointage s’effectue par le périscope du sabord, en ajustant le tir d’après le traceur.
L’utilité du M231 FPW, et de manière plus générale l’intérêt de faire combattre l’infanterie depuis le véhicule, a été remise en question du fait du peu de précision de l’arme, qui ne permet guère que le tir de suppression. Bien qu’il ait été avancé que le système avait un intérêt pour maintenir le moral des troupes embarquées, qui peuvent ainsi agir au lieu d’être passives dans le véhicule, les sabords latéraux ont été supprimés au profit de blindage supplémentaire à partir de la version A2, ne laissant que ceux insérés dans la rampe arrière,.

#### Optiques et conduite de tir
Le tireur dispose de :
- Un viseur thermique ISU (Integrated Sight Unit) possédant deux grossissements : × 4 et × 12. Sur les M2A2 ODS et M2A3, ce viseur est rénové avec un télémètre laser ELRF (Eyesafe Laser Range Finder) mesurant des distances comprises entre 200 m et 9 990 m[35].
- Un viseur de secours avec un grossissement de × 5 pour le tir en mode dégradé ; ce dernier est partagé avec le chef d'engin.
- Deux épiscopes lui assurant un champ de vision de 180°.

Le chef d'engin possède :
- Un relais optique dupliquant l'image observée par le viseur ISU du tireur
- Un viseur de secours avec un grossissement de × 5 pour le tir en mode dégradé ; ce dernier est partagé avec le tireur.
- Une couronne de sept épiscopes M17 (six à partir des versions A1) lui assurant une vision périphérique sur 360°.
- Un viseur panoramique CIV (Commander's Independent Viewer) incorporant un FLIR (uniquement sur le M2A3).

Dans la version A3, l’ensemble des éléments liés à la visée et à l’acquisition des cibles sont désormais regroupés dans l’IBAS, pour Improved Bradley Acquisition Subsystem. Développé par Texas Instruments, l’IBAS comprend non seulement une amélioration des composants individuels du système, mais intègre également une meilleure interconnexion de ces éléments entre eux et avec les autres véhicules. Les informations acquises via les systèmes optiques sont ainsi mieux partagées, les fantassins embarqués pouvant par exemple visualiser sur un écran la position exacte du véhicule sur une carte ou afficher en direct ce que voient le tireur et le chef d’engin dans leurs viseurs, ce qui leur permet d’avoir une meilleure vision du champ de bataille avant de sortir du véhicule,.
L’autre apport majeur de la version A3 est l’introduction du CIV, pour Commander Independent’s Viewer, qui permet au chef d’engin de disposer de son propre périscope, alors qu’il était dépendant du viseur du tireur sur les versions antérieures. Monté sur le toit du côté droit de la tourelle, le CIV dispose d’optiques permettant au chef d’engin de surveiller le champ de bataille sur 360°, de nuit comme de jour et de repérer des véhicules jusqu’à sept kilomètres. Le dispositif permet à l’équipage d’engager l’adversaire beaucoup plus rapidement, le chef d’engin pouvant repérer la cible suivante pendant que le tireur s’occupe de la première, alors qu’il devait auparavant attendre que la première cible soit détruite avant de pouvoir en chercher une autre.

### Protection

#### Blindage

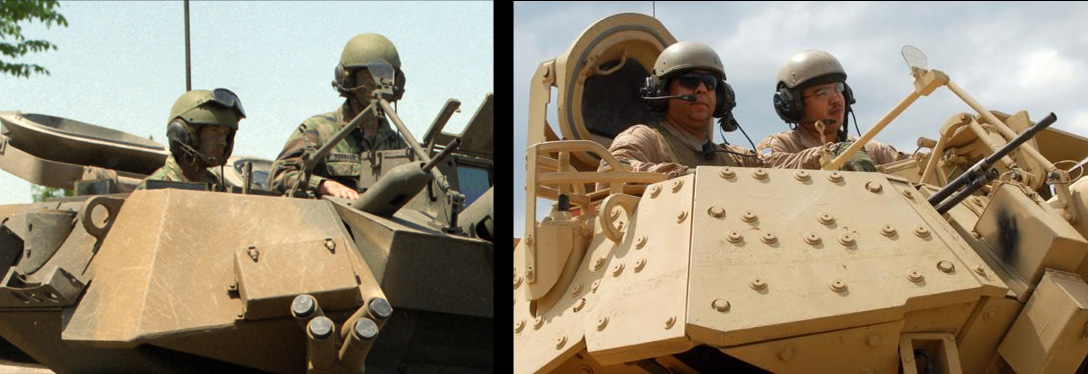
Comparaison entre le blindage de la tourelle du M2A0 (à gauche) et celui du M2A2 avec les plaques d’acier supplémentaires (à droite).

La coque et la tourelle du M2 original sont principalement réalisées de deux alliages d’aluminium, de zinc et de magnésium : le premier, dit 5083, constitue la base, tandis que l’autre, dit 7089 et plus résistant aux projectiles perforants, est utilisé pour les zones les plus vulnérables. Les côtés et l’arrière sont de plus protégés par une ceinture de blindage espacé devant assurer une meilleure protection contre les projectiles à charge creuse. Cette ceinture est composée d'un assemblage de deux plaques métalliques de 6,35 mm d'épaisseur, séparées par un espace vide de 25 mm, l’ensemble étant mis à 88,9 mm de distance de la coque du véhicule. Afin de garantir une protection contre les mines, une plaque d'acier épaisse de 9,52 mm recouvre le premier tiers de la longueur du plancher.
Ce blindage assure en principe au M2A0 et au M2A1 une protection à 360° contre les projectiles jusqu’au calibre 14,5 × 114 mm, comme ceux tirés par exemple par le BTR-70, ainsi que contre les fragments d’obus explosifs de 152 mm.
La version A2 voit une augmentation considérable du blindage par l’ajout sur toute la surface de la coque et de la tourelle de plaques d’acier laminé. Les protections latérales sont également remplacées par un dispositif similaire à celui existant, mais plus épais, tandis que l’arrière de la tourelle est doté d’un large panier, qui sert également de blindage espacé. La protection intérieure se voit quant à elle améliorée par l’ajout d’un revêtement en kevlar dont la fonction est de réduire la quantité de fragments projetés dans l’habitacle lorsque celui-ci est pénétré par un projectile.
Les plaques ajoutées sur le M2A2 sont également munies de points d’ancrage permettant d’y fixer en sus des briques de blindage réactif explosif. Bien que le dispositif ait existé dès la mise en production de la version A2, il n’existait cependant alors aucune brique de ce type et il fallut attendre octobre 1993 pour qu’un contrat de développement soit attribué aux entreprises Martin Marietta et Rafael.

#### Dissimulation

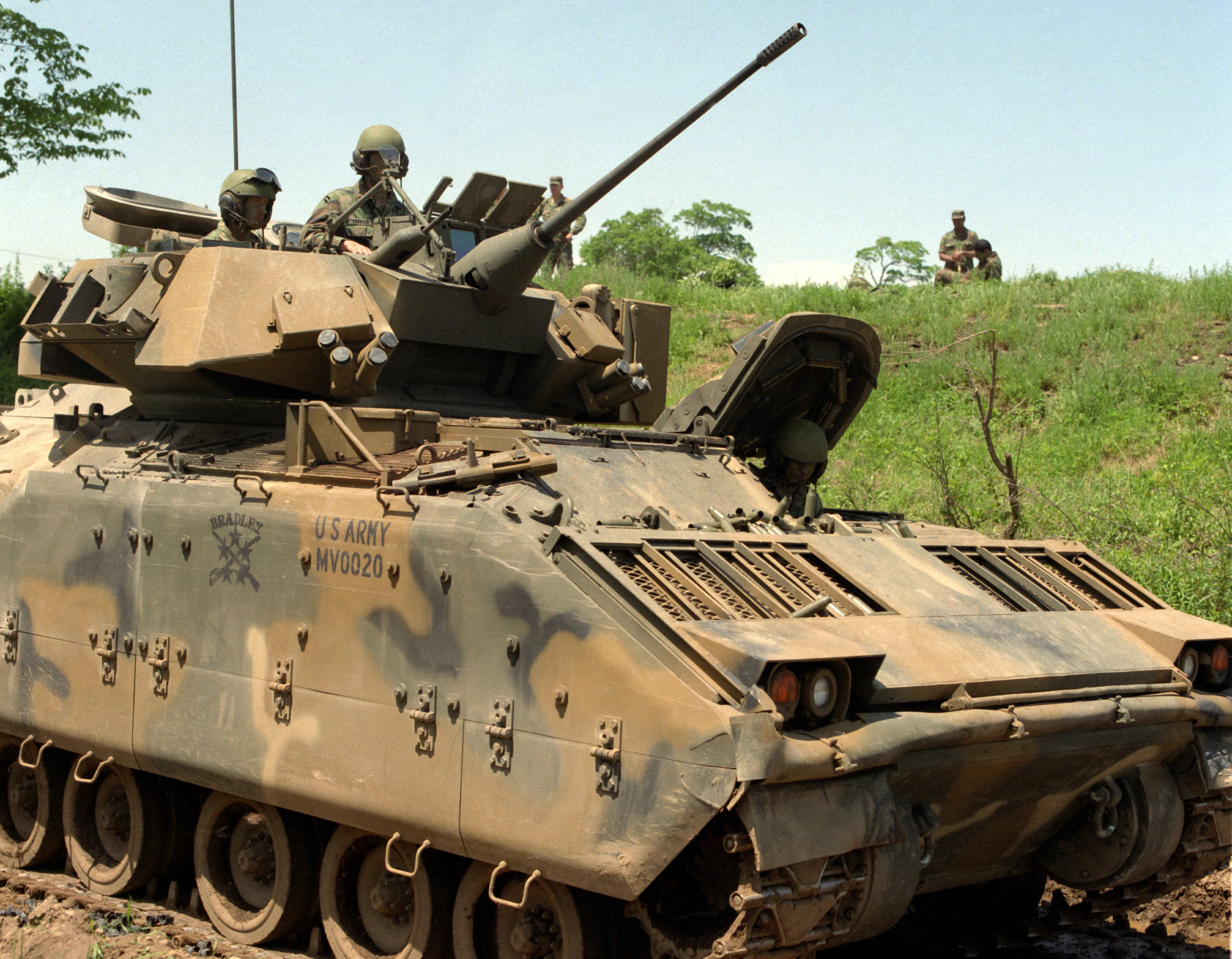
Un M2A0 peint avec le schéma de camouflage MERDC.

Bien que quelques-uns des premiers Bradley aient été peints d’un motif de camouflage à quatre couleurs élaboré par le Mobility Equipment Research and Development Command (MERDC), la majeure partie des Bradley produits dans les années 1990 reçurent simplement une finition vert forêt (FS 34079), réalisée avec une peinture spéciale résistante aux produits chimiques utilisés pour décontaminer les véhicules. À partir de 1987, l’US Army commença à utiliser le schéma de camouflage normalisé adopté par l’OTAN en 1985 et composé de trois couleurs : vert (FS 30051), marron (FS 34094), noir (FS 37030). Le nouveau schéma ne fut cependant pas appliqué systématiquement de manière rétroactive aux M2 déjà en service et certains ont conservé leur ancienne peinture pendant des années. Au début de la guerre du Golfe, les M2 engagés dans le conflit furent repeints uniformément avec une peinture sable (FS 33446) afin de les rendre moins visibles dans le désert. Ce camouflage a été maintenu depuis pour les unités opérant au Moyen-Orient ou susceptible d’y être déployées.
Pour se dissimuler de manière plus active, les M2 et M3 Bradley sont également équipés de 2 × 4 lance-pots de part et d'autre de la tourelle.

#### Systèmes électroniques de protection
À la suite des nombreuses pertes causées par des tirs fratricides lors de la guerre du Golfe, les Bradley ont été dotés d’un système facilitant l’identification des cibles, dit BCIS, pour Battlefield Combat Identification System. Ce dispositif permet d’interroger un autre véhicule en émettant une impulsion radioélectrique : si celui-ci est également équipé d’un BCIS, ce dernier répond en envoyant à son tour un signal l’identifiant comme ami.

### Équipage
Le M2 étant un véhicule de combat d’infanterie, son équipage en est un élément crucial. Celui-ci est réparti en deux ensembles : l’équipage de conduite, à savoir le chef d’engin, le tireur et le conducteur, qui reste en permanence dans le véhicule, et l’infanterie embarquée elle-même.

## Emploi tactique

### Organisation
Le M2 est en service au sein des bataillons d’infanterie mécanisée de l’US Army. L’unité de base est le peloton (platoon), comptant chacun quatre M2. Ces pelotons sont groupés par trois et se voient adjoindre un peloton de commandement doté de deux M2, cette entité formant une compagnie. Un bataillon comporte au total trois compagnies, distinguées par les lettres A (Alpha), B (Bravo) et C (Charlie), pour un total de quarante-quatre M2 – le groupe de commandement du bataillon disposant lui aussi de deux de ces véhicules.
Les bataillons d’infanterie mécanisée n’opèrent pas seuls, mais au sein de brigades mécanisées, comportant notamment également des bataillons de chars M1. Au combat, les bataillons d’infanterie et de chars sont combinés en fonction de la situation tactique. Souvent un peloton de VCI par compagnie est échangé avec un peloton de chars, de manière à former des compagnies lourdes comptant deux pelotons de chars et un peloton de VCI, et des compagnies légères où la répartition est inversée.

### Missions
La principale mission du M2 est de transporter rapidement et en relative sécurité l’infanterie sur le champ de bataille. À l’inverse toutefois d’un simple véhicule de transport de troupes comme le M113, sa mission ne s’arrête pas là : une fois les troupes débarquées, le M2 appuie celles-ci, notamment pour déloger l’infanterie adverse des bâtiments.
La mission secondaire du M2 et de ses troupes embarquées est d’accompagner les chars M1, afin, d’une part, de les protéger des équipes antichars adverses et, d’autre part, de détruire les cibles secondaires comme les VCI ou les VTT, permettant ainsi aux M1 de se concentrer sur les chars de l’opposant.

## Opérateurs
- Arabie saoudite [réf. nécessaire]
- Croatie : Don de 60 M2A2 ODS et de 24 de rechange annoncé en décembre 2019[47]. 76 doivent être modernisés à la suite d'une décision de 2020[48].
- États-Unis
- Liban : Don de 32 M2A2 à partir d'août 2017[49].
- Ukraine : Don de 60 M2A2 ODS SA livrés en février 2023[50]
- Maroc : Don d'un nombre non spécifié de M2 Bradley via le programme « Excess Defense Articles »  (EDA). En cours de mise à niveau et de modification par On-Point Defense Technologies en 2023[51].

### Échec des négociations
- Grèce : En 2020, la Grèce demanda 350 M2A2 / M2A2OD Bradley d’occasion. Les États-Unis proposèrent de lui céder gratuitement 62 exemplaires au titre du programme EDA et de lui en vendre 102 autres, parmi ceux stockés chez BAE Systems Land & Armaments. Fin aout 2024, l'armée grecque annonce refuser ces offres étant donné que la remise en condition des Bradley proposés au standard M2A3 serait beaucoup trop coûteuse par rapport aux gains espérés[52].

### Récapitulatif technique
| Version | Longueur | Largeur                                                                             | Hauteur                                                         | Garde au sol | Longueur de contact au sol | Masse | Pression au sol                         |
| ------- | -------- | ----------------------------------------------------------------------------------- | --------------------------------------------------------------- | ------------ | -------------------------- | --- | --------------------------------------- |
| M2A0    | 6,45 m   | 3,20 m (maximale) 2,87 m (minimale, pour transport aérien)                          | 2,97 m (sans antennes) 2,57 m (minimale, pour transport aérien) | 0,46 m       | 3,91 m                     | 19 182 kg (à vide) 22 797 kg (ordre de combat) 18 495 kg (minimale, pour transport aérien)                                                        | 7,8 psi                                 |
| M2A1    | 6,45 m   | 3,20 m                                                                              | 2,97 m (sans antennes) 2,57 m (minimale, pour transport aérien) | 0,46 m       | 3,91 m                     | 19 731 kg (à vide) 22 798 kg (ordre de combat) 18 495 kg (minimale, pour transport aérien)                                                        | 7,8 psi                                 |
| M2A2    | 6,55 m   | 3,60 m (maximale) 3,28 m (sans blindage réactif) 2,97 m (minimale, jupes démontées) | 2,97 m (sans antennes) 2,57 m (minimale, pour transport aérien) | 0,46 m       | 3,91 m                     | 29 937 kg (ordre de combat, avec blindage réactif) 27 216 kg (ordre de combat, sans blindage réactif) 19 958 kg (minimale, pour transport aérien) | 10,2 psi9,3 psi (sans blindage réactif) |
| M2A3    | 6,55 m   | 3,60 m (maximale) 3,28 m (sans blindage réactif) 2,97 m (minimale, jupes démontées) | 3,38 m (sans antennes)                                          | 0,46 m       | 3,91 m                     | 30 391 kg (ordre de combat, avec blindage réactif) 27 669 kg (ordre de combat, sans blindage réactif) 20 412 kg (minimale, pour transport aérien) | 10,4 psi9,4 psi (sans blindage réactif) |

| Version | Motorisation     | Puissance               | Ratio puissance/poids                       | Quantité de carburant         | Transmission                                 | Vitesse maximale                        | Autonomie      | Franchissement                    |
| ------- | ---------------- | ----------------------- | ------------------------------------------- | ----------------------------- | -------------------------------------------- | --------------------------------------- | -------------- | --------------------------------- |
| M2A0    | Cummins VTA-903T | 500 hp (à 2 600 tr/min) | 19,9 hp/t                                   | 745,7 l (gasoil MIL-VV-F-800) | General Electric HMPT-500                    | 66 km/h (route) 7,2 km/h (dans l’eau)   | 483 km (route) | 0,91 m (hauteur) 2,53 m (largeur) |
| M2A1    | Cummins VTA-903T | 500 hp (à 2 600 tr/min) | 19,9 hp/t                                   | 745,7 l (gasoil MIL-VV-F-800) | General Electric HMPT-500                    | 66 km/h (route) 7,2 km/h (dans l’eau)   | 483 km (route) | 0,91 m (hauteur) 2,53 m (largeur) |
| M2A2    | Cummins VTA-903T | 600 hp (à 2 600 tr/min) | 18,2 hp/t 20 hp/t (sans blindage réactif)   | 662,4 l (gasoil MIL-VV-F-800) | General Electric HMPT-500-3 ou HMPT-500-3 EC | 56,3 km/h (route) 6,4 km/h (dans l’eau) | 402 km         | 0,76 m (hauteur) 2,13 m (largeur) |
| M2A3    | Cummins VTA-903T | 600 hp (à 2 600 tr/min) | 17,9 hp/t 19,7 hp/t (sans blindage réactif) | 662,4 l (gasoil MIL-VV-F-800) | General Electric HMPT-500-3 EC               | 56,3 km/h (route) 6,4 km/h (dans l’eau) | 402 km         | 0,76 m (hauteur) 2,13 m (largeur) |